# Janet Jackson
Janet Damita Jo Jackson (Gary (Indiana), 16 mei 1966) is een Amerikaans zanger-tekstschrijver, danseres en actrice. Janet Jackson is het jongste kind van de muzikale familie Jackson en brak muzikaal door in 1986. Ze behoort volgens het magazine Billboard tot de tien succesvolste artiesten in de geschiedenis van de popmuziek. Haar stijl, optredens en muziek met de ingewikkelde choreografie, diverse typen videoclips en sociaal-maatschappelijke nummers zijn van grote invloed geweest op veel jongere artiesten. Jackson heeft zo'n 185 miljoen platen verkocht, wat haar een van de best verkopende artiesten aller tijden maakt. Ze is samen met Bruce Springsteen en Barbra Streisand de enige solo-artiest met nummer 1-studioalbums in de Verenigde Staten in vier verschillende decennia (jaren 80, jaren 90, jaren 00 en jaren 10).

## Levensloop

### Jeugdjaren
Janet Jackson werd als laatste van tien kinderen geboren. Haar ouders zijn Joseph en Katherine Jackson. Ze woonde samen met acht oudere broers en zussen in een huis met twee slaapkamers. Haar vader Joseph (of Joe) werkte als kraanbediende in een staalfabriek en haar moeder Katherine werkte, voor ze een toegewijd Jehova's getuige werd, als winkelbediende voor Sears. Voor Jacksons geboorte besloot haar vader zich als frontman van de r&b-band The Falcons te richten op een muzikale carrière, maar hij kwam niet verder dan de nachtclubs in Indiana.
Toen ze een peuter was, traden Jacksons oudere broers Jackie, Tito, Jermaine, Marlon en Michael al in nachtclubs en theaters op als The Jackson 5. De groep tekende in maart 1969 een contract bij Motown en aan het eind van het jaar had de groep hun eerste van vier opeenvolgende nummer 1-hits, I Want You Back, opgenomen. Op het moment dat de Jackson 5 hun eerste successen behaalde, verhuisde de hele familie naar Zuid-Californië en betrokken ze in 1971 een herenhuis, dat ze de bijnaam Hayvenhurst gaven.
Op zevenjarige leeftijd streefde Jackson, vanwege haar liefde voor paarden, naar een carrière als jockey, en had ze niet de intentie de showbusiness in te gaan. Haar vader dacht hier echter anders over en zag al vroeg artiestenpotentie in haar. Toen het succes van de Jackson 5 af begon te nemen, besloot Joseph de andere kinderen in de spotlight te zetten, inclusief Janet. Op 9 april 1974 gaf ze, samen met bijna alle familieleden, haar eerste optreden in de MGM Grand in Las Vegas. Ze werd al snel de ster van de show met het imiteren van verschillende beroemdheden uit die tijd, zoals Cher, Marie Osmond, Toni Tennille en Mae West in het bijzonder.
De Vegasact van Jackson en haar familie trok in 1976 de aandacht van CBS-directeur Fred Silverman. De zender was wanhopig op zoek naar een vervanging van de toen net gestopte Sonny & Cher Show, dat recht tegenover de ABC-show rondom Donny Osmond geprogrammeerd stond. De show The Jacksons begon op 16 juni 1976 en ze werden daarmee de eerste Afro-Amerikaanse familie met een eigen televisieshow. De show bestond slechts twee seizoenen en werd in 1977 stopgezet.

### 1977–1981: Begin acteercarrière
Het enthousiasme van de elfjarige Jackson trok in 1977 de aandacht van televisieproducent Norman Lear. Lear was op zoek naar een nieuw personage voor zijn komedieserie Good Times. Jackson nam haar moeder mee naar de auditie en moest acteren dat ze Lear een stropdas gaf voor zijn verjaardag. Lear vond de stropdas echter niet mooi, waardoor Jackson emotioneel werd en in snikken uitbarstte. Vlak na de auditie kreeg Jackson te horen dat ze de rol kreeg. Jackson kreeg de rol van Penny in Good Times, een mishandeld kind. De ster van de show, J.J. Evans, gespeeld door Jimmie Walker, was in de show de oogappel van Penny, iets dat Penny elke keer dat ze hem zag duidelijk maakte. Jackson werd een van de personages in het seizoen 1977–1978, en bleef in de cast tot het einde in 1979. In haar boek True You schreef Jackson later dat de tijd bij Good Times haar onzeker maakte. Jackson ontwikkelde zich lichamelijk al op jonge leeftijd, waardoor de crew besloot haar borsten 'in te binden'. Dit om het kinderlijk imago van Jackson wat langer vast te houden.
Jackson vervolgde haar acteercarrière en verscheen even in de kortlopende, maar voor een Emmy Award genomineerde, komedie A New Kind of Family, waarin ook Rob Lowe te zien was. De show werd aan het begin van 1980 gestopt. In 1981 had ze een terugkerende rol in een andere komedie, Diff'rent Strokes. Hierin speelde ze Charlene Duprey, het liefje van Willis (gespeeld door Todd Bridges).

### 1982–1985:Janet JacksonenDream Street
Jackson was altijd geïnteresseerd in muziek en schreef haar eerste lied toen ze negen was. Hoewel ze aanvankelijk niet van plan een professionele zangeres te worden ging ze met muziek bezig, alleen om haar familie te helpen. Haar allereerste opname was in 1978 een duet met haar broer Randy, getiteld Love Song for Kids. Later zou ze ook meedoen aan andere opnamen van de familie, vooral met zus La Toya en broer Michael.
In 1981 wilden Jackson en haar twee oudere zussen LaToya en Rebbie een eigen muziekgroep beginnen, maar meningsverschillen tussen de twee oudere zussen zorgden ervoor dat de groep al voor de opnames uit elkaar ging. In plaats daarvan was Jackson te horen op LaToya's album My Special Love (1981) in het nummer Camp Kuchi Kaiai.
Jackson voelde zich de eerste tijd niet op haar gemak in de opnamestudio, omdat ze het gevoel had dat ze niet hetzelfde talent had als haar broers. Vooral Michael was al een ster geworden. Jackson tekende een platencontract bij het label A&M. Op 16-jarige leeftijd bracht ze haar debuutalbum Janet Jackson (1982) uit, hoewel ze aangegeven had niet haar achternaam op de hoes te willen. Het album, dat geproduceerd werd door soulzangers Angela Winbush, René Moore en Leon Sylvers van de beroemde Sylversfamilie, bereikte de top tien van de Billboard r&b-albumlijst, maar was minder succesvol in de Billboard Pop-albumlijst. Het album leverde drie singles op, inclusief haar eerste toptienhit in de Billboard r&b-lijst, Young Love, en twee top 20-opvolgers, Say You Do en Come Give Your Love to Me. Van Janet Jackson werden destijds meer dan 250 duizend exemplaren verkocht, en het was tiende in de lijst van bestverkopende r&b-albums van 1983, volgens magazine Billboard.
Jackson nam rond dezelfde periode met tegenzin de rol van Cleo Hewitt in de musicalserie Fame aan. Ze gaf later aan dat haar vader haar aanraadde de rol te spelen. Na een jaar vroeg Jackson de makers om haar uit de serie te schrijven. In 1985 speelde Jackson nog in twee afleveringen van de serie The Love Boat. Hierna verscheen ze 19 jaar lang niet meer in een televisieserie.
In 1984 bracht Jackson, destijds 18, haar tweede album uit, Dream Street. Deze liet haar muzikale ontwikkeling zien, na haar debuut, met een meer funky en uptempo productie door broer Marlon en de beroemde discoproducer Giorgio Moroder, producer van nummers voor artiesten als Donna Summer. Het album wist de Billboard Top 100 van Popalbums niet te halen en haalde maar nauwelijks de top 20 van de r&b-lijst. De verkopen van Dream Street haalden de helft van haar debuut, en critici begonnen Jacksons carrière als popster te vernederen.
In 1984 trouwde Jackson met James DeBarge, een van de leden van de Motowngroep DeBarge. Het huwelijk werd in maart 1985 ongeldig verklaard, waarbij DeBarges drugsverslaving vaak als reden gegeven wordt. Nadat het huwelijk voorbij was en de jaren dat ze leefde als lid van een wereldberoemde familie, begon Jackson te zoeken naar onafhankelijkheid.

### 1986–1987:Control
Na het beperkte succes van haar eerste twee albums huurde de A&R van het A&M-label, John McClain, de producers Jimmy Jam & Terry Lewis in om de muzikale carrière van de 19-jarige te verlevendigen. Voordat vertrokken werd naar Minneapolis kregen de producers de zegen van Jacksons vader, die op dat moment haar manager was, nadat ze hadden beloofd dat Jackson niet zou gaan klinken als Prince. Jackson nam een vriendin mee naar Minneapolis, waar ze een tijd bij de producers verbleef. Jackson vertelde hen hoe ze zich voelde en hoe ze op zoek was naar onafhankelijkheid. Binnen een paar maanden hadden Jackson, Jam & Lewis Control opgenomen. Hierin vertelde Jackson haar leven op een muzikale manier.
Control, uitgebracht in februari 1986, werd een groot succes, waarvan vijf toptienhits getrokken werden, waaronder haar eerste nummer 1-single When I Think of You. Jackson werd met een klap een van de meest gedraaide MTV-artiesten met bekende videoclips als What Have You Done for Me Lately, Nasty, When I Think of You, Control en Let's Wait Awhile. De laatste video van het album, The Pleasure Principle, waarin Jackson helemaal alleen te zien was, staat bekend als de meest baanbrekende en iconische video van Control. Artiesten als de Backstreet Boys, Britney Spears en Jennifer Lopez gaven aan of lieten in hun eigen video's zien geïnspireerd te zijn geraakt door The Pleasure Principle. What Have You Done For Me Lately werd in 1986 de eerste nummer 1-hit van Jackson in de Nederlandse Top 40. Het album werd een doorbraak voor Jackson, voor een deel te danken aan de videoclips, waarin dynamische, deels door Paula Abdul geregisseerde, danspasjes te zien waren. De sound van Control laat zich het best omschrijven als een mix tussen pop, R&B en funk. Tegen het eind van 1986 waren er alleen al in Amerika meer dan vijf miljoen exemplaren van Control verkocht. In 1987 verscheen Control: The Remixes. Volgens Billboard eindigde Control op plaats 6 van succesvolste albums van 1986. Het jaar daarop eindigde het album op diezelfde lijst zelfs een plaats hoger: nummer 5. De laatste single van het album, Funny How Time Flies (When You're Having Fun), kwam uit in november 1987. De sensuele single werd commercieel alleen uitgebracht in het Verenigd Koninkrijk en Australië.
In totaal werden er zeven van de negen nummers op single uitgebracht. Jackson won zes Billboard Awards voor Control. Ook was ze twaalf keer genomineerd voor een American Music Award, tot op de dag van vandaag een record. Ze won er vier. De geruchten gingen dat broer Michael zich zodanig bedreigd voelde door het succes van zijn zus en haar album Control, dat hij de release van zijn album Bad met een jaar uitstelde. Het label van Jackson wou ondertussen dat de zangeres met het album op tournee zou gaan, maar Jackson gaf aan hier nog niet klaar voor te zijn.

### 1989–1991:Rhythm Nation 1814
A&M wilde dat Jackson voor de opvolger van Control zo snel mogelijk weer de studio in zou gaan. Haar label had bedacht dat haar vierde studio-album de titel Scandal zou moeten krijgen, en voornamelijk over haar familie zou moeten gaan. Jackson had hier geen zin in. Jackson wou wederom graag met Jimmy Jam & Terry Lewis samenwerken, maar haar label wou juist dat Jackson met een nieuw productieteam bezig zou gaan. De zangeres nam echter contact op met Jam en Lewis die aangaven graag met haar samen te werken, mits de sound van het nieuwe album totaal anders zou worden dan Control. Jackson was het hiermee eens. Jam & Lewis vroegen A&M $1 miljoen voor de plaat, waar zij uiteindelijk mee instemden.
In 1989 begon Jackson aan de opnames voor haar vierde album, Janet Jackson's Rhythm Nation 1814 (1814 is het jaar dat het Amerikaanse volkslied The Star Spangled Banner werd geschreven). Het album kwam uit in september 1989 en stond in o.a. Australië en de Verenigde Staten op nummer 1. De zangeres maakte een lappendeken van sociaal bewuste nummers (geïnspireerd door het werk van Marvin Gaye en Joni Mitchell), dansbare New Jack Swing-geluiden, een zeldzaam rocknummer en verschillende romantische ballades. Rhythm Nation 1814 was ook Jacksons eerste album waarop ze de bekende interludes zou gaan gebruiken (korte muzikale of gesproken fragmenten tussen de nummers). Jackson schreef en produceerde het album mede. Rhythm Nation 1814 werd in september 1989 uitgebracht en had aan het eind van het volgende jaar zes miljoen exemplaren verkocht. Het werd tevens het eerste (en tot op heden enige) album dat zeven top 5-singles opleverde in de Amerikaanse hitlijst, waaronder vier nummer 1-singles. De vier nummer 1-hits werden gescoord in drie opeenvolgende jaren (een record): 1989, 1990 en 1991.
Ter promotie van het album werd er een minifilm gemaakt waarin het thema van de plaat duidelijker naar voren kwam. In deze film zaten de videoclips van de eerste twee singles van het album: Miss You Much en Rhythm Nation, almede van het nummer The Knowledge. De minifilm ging in september 1989 in première op MTV en behaalde hoge kijkcijfers. Vooral de video van Rhythm Nation wordt gezien als iconisch. Tot op heden wordt deze clip vaak nagedaan door dansgroepen. In de maanden die volgden ging Jackson voor het eerst op tournee. De in het voorjaar van 1990 begonnen Rhythm Nation World Tour werd de succesvolste debuuttournee aller tijden. In oktober 1990 stond ze in een uitverkocht Ahoy Rotterdam. In totaal gaf Jackson 131 concerten, waaronder shows in de Verenigde Staten, Azië en Europa. Alleen al in de Verenigde Staten bracht de tournee een kleine 30 miljoen dollar op. In deze periode scoorde de zangeres hits met nummers als Escapade, Alright, Come Back to Me, Black Cat en Love Will Never Do (Without You). Ze werd de eerste artiest die tegelijkertijd een nummer 1-hit scoorde in de Billboard Hot 100 én de Mainstream Rock Hitlijst met Black Cat in 1990. Rhythm Nation 1814 bracht vier weken op nummer 1 door op zowel de pop- als de r&b-hitlijst van de Verenigde Staten. In Nederland werd het album geen groot succes, met plaats 19 als hoogste notering in de albumlijst. Rhythm Nation 1814 won 15 Billboard Music Awards (een record) en de video won een Grammy. Het is het bestverkochte album van 1990. In 1990 werd Jackson op 24-jarige leeftijd geëerd met de Video Vanguard Award. Jackson is de jongste artiest ooit die deze prijs won. In datzelfde jaar kreeg Jackson haar eigen ster op de Hollywood Walk of Fame.

### 1992–1996:Poetic Justiceenjanet.
In 1991 tekende Jackson een platendeal bij Virgin. In 1996 werd dit contract opengebroken, en werd de deal ruim 80 miljoen (!) dollar waard. Hiermee oversteeg ze de deal die broer Michael in 1991 tekende bij Sony Music. In 1991 trouwde Jackson met René Elizondo, een vriend die ze al jaren kende en waar ze later een relatie mee kreeg. Elizondo regisseerde een aantal van haar videoclips en schreef ook mee aan enkele albums. Jackson en Elizondo ontkenden jarenlang het huwelijk, maar de zangeres gaf tijdens een interview wél aan 'spiritueel getrouwd' te zijn met Elizondo.
Na het succes als zangeres gevonden te hebben eind jaren 80/begin jaren 90 kreeg Jackson de kans om haar acteercarrière te vervolgen. Regisseur John Singleton gaf haar toestemming auditie te doen voor zijn film Poetic Justice, voor de rol als een taaie, poëtische kapper uit South Central, Los Angeles. Ze kreeg de rol in het romantische drama, met als tegenspeler rapper Tupac Shakur. De film verscheen in juli 1993 en liet een heel ander beeld van Jackson zien; haar personage vloekte en bedreigde iedereen die haar passeerde. De film bracht in totaal 27 miljoen dollar op. Eind 1992 begon Jackson met de opnames van haar volgende album. Datzelfde jaar bracht ze de single The Best Things in Life Are Free uit met zanger Luther Vandross voor de film Mo Money, Mo Problems. Haar nieuwe album zou een compleet nieuwe sound krijgen, waarop de nummers een stuk brutaler en seksueel meer getint zouden klinken dan haar eerdere werk. Wederom werkte Jackson samen met Jimmy Jam & Terry Lewis.
Het album janet. werd in mei 1993 uitgebracht op Jacksons nieuwe label Virgin. Het tijdschrift Rolling Stone schreef in de recensie "Everything Janet Jackson does is important". De sound van de plaat was weer totaal anders dan die van de voorganger. Voornamelijk pop- en R&B komen veelvuldig terug, maar ook hiphop, house, Brazilian jazz en zelfs opera zijn aanwezig. De eerste single That's the Way Love Goes werd een nummer 1-hit in de pop- en r&b-hitlijst. Ze won er een Grammy Award voor in 1994. De single bleef in de Verenigde Staten acht weken op 1 staan, waarmee het haar langst genoteerde nummer 1-hit werd. Het voor een Oscar- en Golden Globe-genomineerde Again (de soundtrack van Poetic Justice) bereikte ook de eerste plaats in de poplijst en Any Time, Any Place stond tien weken bovenaan de r&b-lijst. Janet is het enige lid van de familie Jackson dat een Oscarnominatie op zak heeft. Ze maakte ook opnieuw een aantal pittige video's, waarvan If en You Want This de dansvideo's waren. Verdere singles met videoclips waren Because of Love en Whoops Now. De videoclip van What'll I Do (met een sample van I Can't Get No Satisfaction van The Rolling Stones) laat live-beelden van de janet. World Tour zien. De video If werd in 1994 beloond met een Billboard Award voor Dance Clip Of The Year. De single That's the Way Love Goes is de succesvolste single van wie dan ook van de familie Jackson. In totaal werden er acht singles van het album uitgebracht.
Het album was het eerste in het tijdperk met Nielsen SoundScan dat op nummer 1 binnenkwam en het bereikte in 22 landen de eerste plaats. Er werden meer dan 17 miljoen exemplaren van verkocht en het won verschillende prijzen, waaronder een Grammy Award. Het was in de Verenigde Staten het vierde bestverkopende album van 1993, en werd achtste bestverkopende album in het daaropvolgende jaar. In september 1993 verscheen Jackson topless op de omslag van het Amerikaanse muziekblad Rolling Stone. De voorkant werd een van de meest gevierde foto's die ooit van een rockartiest werd genomen, en Rolling Stone noemde het in 2000 hun 'Populairste omslag aller tijden'. Jackson kreeg kritiek voor de explicietheid van de foto, maar ze hield vol dat de handen, die haar borsten bedekken, behoorden bij haar toenmalige man, René Elizondo. Deze foto was eigenlijk bedoeld als albumcover voor janet., maar de platenmaatschappij zag dit niet zitten. Jackson verkocht de gehele foto dus aan Rolling Stone en gebruikte alleen haar gezicht van de foto als albumcover.
Jackson ging ook weer op tournee. De janet. World Tour werd haar langstlopende tournee (van november 1993 tot april 1995). De tournee bracht haar wederom naar de Verenigde Staten, Azië, Europa en voor het eerst ook naar Australië. Ze trad in maart 1995 twee keer op in Rotterdam. In totaal gaf Jackson 123 concerten. Het album janet. wordt gezien als een van de grondleggers van de moderne R&B.
In maart 1995 werd janet. Remixed uitgebracht. Op deze cd staan een reeks nummers van het  janet. album in remix-versies. Ook staan er twee B-kanten op de cd die niet op janet. staan: 70s Love Groove en het zomerse And On And On. janet. Remixed werd in o.a. Europa en Azië uitgebracht. In mei 1995 bracht Jackson samen met haar broer Michael Jackson het duet Scream uit. Het was de eerste single voor zijn nieuwe album, en bereikte nummer 5 in de Amerikaanse Billboard-lijst. De videoclip kostte destijds zo'n $7 miljoen, waarmee het de duurste videoclip aller tijden werd.
In oktober 1995 bracht ze haar eerste album met grootste hits uit, Design of a Decade 1986/1996. De collectie bevatte twee nieuwe nummers, Runaway en Twenty Foreplay. Voor het uitbrengen van deze verzamelaar keerde Jackson kort terug naar haar oude label. Ze nam vervolgens de twee nieuwe nummers op. Hier werden ook videoclips voor opgenomen. De cd had na vier maanden al ruim vier miljoen exemplaren verkocht. Desondanks dat er in de titel staat dat de cd bestaat uit de grootste hits uit de periode 1986-1996, valt het op dat er nauwelijks nummers opstaan van na het album Rhythm Nation 1814. Dit kwam vanwege de twee verschillende platenmaatschappijen waar Jackson tot dan toe bijzat. Uiteindelijk werd er overeengekomen dat A&M de nummers That's The Way Love Goes en Whoops Now mocht gebruiken voor het verzamelalbum.

### 1997–1999:The Velvet Rope
Na de verzamel-cd had Jackson haar contract bij Virgin verlengd voor een bedrag van zo'n 80 miljoen dollar, waarmee ze de best betaalde zangeres aller tijden werd. In dezelfde tijd was ze druk bezig een concept voor haar zesde studio-album te creëren, en had ze te kampen met een klinische depressie. Het resultaat was het in oktober 1997 verschenen The Velvet Rope. Het werd haar vierde nummer 1-album in de Billboard 200. De sound van het album laat zich het best omschrijven als PBR&B. Naast een liefdeslied (I Get Lonely), sekslied (Rope Burn) en een antiracismethema (de verborgen track Can't Be Stopped), stond het album voor een groot deel in het teken van pijn, dood en spirituele groei. Ook stond er een nummer op de plaat die de homogemeenschap een hart onder de riem stak (Free Xone) en een lied dat ging over online-dating (Empty), een begrip dat in deze tijd nog heel nieuw was. Het album werd weer multiplatina en bracht een reeks singles voort. De eerste was het door Q-Tip geassisteerde en op Joni Mitchells Big Yellow Taxi gebaseerde Got 'til It's Gone. Het lied werd niet commercieel uitgebracht in de VS, maar bereikte in veel landen wél de top 10 (o.a. in Nederland). Het won tevens een Grammy Award voor de videoclip. Together Again was de tweede single. Dit nummer werd opgedragen aan de aidsslachtoffers, en werd een gigantische wereldhit. In o.a. Nederland stond het nummer wekenlang op nummer 1. De derde single, I Get Lonely kwam uit in februari 1998 en werd een van de grootste r&b-hits van het jaar. Er werd ook een duet-versie van opgenomen met de R&B-groep Blackstreet. Het nummer 1-dansnummer Go Deep, dat een internationale single werd in de zomer, deed het vooral erg goed in de dance/housescene. De videoclip van het nummer You bevatte beelden van de wereldtournee van de zangeres. De laatste single was Every Time, een ballad die voornamelijk in de Europese hitlijsten verscheen. De bijbehorende videoclip werd opgenomen in een spa in Zwitserland.
Met The Velvet Rope World Tour trok Jackson voor het eerst langs vijf continenten. De tournee werd in april 1998 afgetrapt in Rotterdam waar ze twee shows gaf. Vlak voor de aftrap trad ze nog op bij de TMF Awards in Rotterdam, waar ze tevens de prijs voor beste zangeres won. Twee maanden later stond ze als eerste solo-artiest in het net geopende Gelredome in Arnhem. De show die ze in oktober dat jaar gaf in Madison Square Garden in New York tijdens de Amerikaanse leg van de tournee werd live uitgezonden bij HBO, won een Emmy Award en verscheen op dvd. Naar de live-registratie van het concert keken in de Verenigde Staten zo'n 15 miljoen mensen. De laatste show van de tournee vond plaats in het Aloha Stadium op Hawaii. Wegens de overweldigende kaartverkoop werd besloten de capaciteit van het stadion (35,000 mensen) uit te breiden (tot 38,000). In totaal gaf Jackson 125 concerten.
Na de promotie van The Velvet Rope maakte Jackson ook een aantal nummers met andere artiesten. Zo scoorde ze in 1999 een hit met het nummer Girlfriend/Boyfriend (samen met Blackstreet). Diezelfde groep had de zangeres een jaar eerder ook al geassisteerd op een single-versie van haar nummer I Get Lonely. Ze scoorde ook een hitsingle met het lied What's It Gonna Be?! dat ze opnam met Busta Rhymes. De bijbehorende videoclip werd een van de duurste videoclips aller tijden en kostte zo'n 2,4 miljoen dollar. Ook ging ze aan het eind van de eeuw een samenwerking aan met colamerk Pepsi. Hiervoor nam ze het nummer Ask For More op. Deze single werd internationaal (waaronder in Nederland) weggeven bij aanschaf van Pepsi-producten. Tot slot nam ze een duet op met Elton John, genaamd I Know The Truth. Jackson was volgens Billboard de op een-na-succesvolste artiest van de jaren 90 (zangeres Mariah Carey eindigde op de eerste plek).

### 2000–2002:Nutty Professor IIenAll For You
In 2000 werd bekendgemaakt dat Jackson en haar man gingen scheiden. Dit kwam voor velen als een verrassing, aangezien bijna niemand wist dat de twee jarenlang getrouwd waren. Jackson had in de jaren 90 al verschillende filmrollen aangeboden gekregen, waaronder een grote rol in The Matrix en de rol van Storm in X-Men. Pas in 2000 besloot de zangeres weer te gaan acteren. Ze verscheen  in Nutty Professor II: The Klumps, een komedie waar ze samen met Eddie Murphy de hoofdrollen vervulde. Er werd in totaal 142,7 miljoen dollar mee verdiend in de bioscopen. Jackson nam een single op voor de soundtrack van de film Doesn't Really Matter, die binnen een paar weken na verschijnen de nummer 1 in de Billboard Poplijst werd, en tevens een gouden plaat opleverde. Ze kreeg 3 miljoen dollar betaald voor haar acteerrol, en nog eens 1 miljoen dollar extra voor haar bijdrage aan de soundtrack. Na het schrijven had ze niet verwacht dat het zo'n grote hit zou worden. Het nummer bleef in de zomer drie weken op nummer 1 staan, waarmee ze de eerste artiest werd met nummer 1-hits in de Billboard lijst in de jaren 80, 90 en 00. De single werd later toegevoegd aan het nieuwe album van Jackson. De videoclip van Doesn't Really Matter is een van de duurste videoclips aller tijden. De video kostte zo'n 2,5 miljoen dollar.
In het najaar van 2000 dook Jackson de studio in om de opvolger van The Velvet Rope op te nemen. Wederom waren Jimmy Jam & Terry Lewis verantwoordelijk voor de productie. Jackson kreeg ook hulp van producer Rockwilder. De eerste single, All for You, werd in maart 2001 uitgebracht. Diezelfde maand werd Jackson voor haar werk en prestaties geëerd in een "MTV's Icon"-special. Artiesten als Destiny's Child, 'N Sync, Usher, P!nk, Mýa, Macy Gray, OutKast, Britney Spears, Christina Aguilera, Busta Rhymes, Method Man en Aaliyah verzorgden een eerbetoon aan Jackson. Jackson was de eerste artiest die deze onderscheiding kreeg. Ze sloot de special zelf af met een optreden. Ze bracht de single All for You ten gehore.
Haar zevende studioalbum, All for You, met een hoger tempo dan The Velvet Rope, werd in april 2001 uitgebracht. Het album staat bekend om de vrolijke en zomerse nummers. Op het album zingt Jackson voornamelijk over liefde. Het album is totaal anders dan het donkere The Velvet Rope. De titeltrack werd de eerste single dat op de dag van uitbrengen elk radioformaat had bereikt, en dit succes zorgde ervoor dat het album in zijn eerste week 605 duizend exemplaren (de hoogste verkopen voor Jackson in de eerste week van een album-release) verkocht en een nummer 1-positie behaalde. De single zou zeven weken op nummer 1 staan in de Amerikaanse hitlijst, waarmee het haar op een na grootste hit werd. In het voorjaar maakte Jackson een promotietournee door onder andere Europa, en in de zomer van 2001 ging de zangeres weer op tournee. De single Someone to Call My Lover kwam in de Verenigde Staten tot nummer 3. Tot slot werd Son of a Gun uitgebracht, waarop onder anderen Missy Elliott en Carly Simon te horen zijn. Laatstgenoemde verleende de bekende tekst "I betcha think this song is about you" van haar nummer You're So Vain aan Jackson. Toen Jackson toestemming vroeg om de sample te gebruiken was Simon zo enthousiast dat ze een aantal vocals opnieuw opnam voor Jackson. Deze vocals (spoken word) gebruikte Jackson uiteindelijk dan ook op de cd. Ondertussen besloot Jackson om vanwege de aanslagen van 11 september haar Europese deel van de tournee af te gelasten. Jackson ging begin 2002 nog wel op tournee door Azië. Het album All for You zou uiteindelijk meer dan drie miljoen exemplaren verkopen in Amerika (en zo'n 10 miljoen internationaal).
Roddelbladen suggereerden ondertussen relaties met acteur Matthew McConaughey, zanger (en later partner tijdens de Superbowl Rust Show) Justin Timberlake, zanger Johnny Gill en rapper Q-Tip. In werkelijkheid was Jackson in 2002 een relatie begonnen met hiphopproducer en muzikant Jermaine Dupri, die tot 2009 zou standhouden. Dupri, bekend van het produceren van nummers van o.a. Mariah Carey, leerde Jackson kennen doordat hij een speciale remix van Someone to Call My Lover produceerde.
De laatste show van de All for You World Tour werd gegeven op Hawaï in februari 2002. Het concert werd een dag later bij HBO uitgezonden en trok net als bij haar vorige tournee een miljoenenpubliek. Ook werd ze voor de show genomineerd voor een Emmy Award. Later dat jaar verscheen de show op dvd onder de noemer Janet: Live in Hawaii.
Na het laatste concert van haar tournee ging ze samenwerken met reggaezanger Beenie Man op het lied Feel It Boy. Ze werd bekritiseerd voor haar samenwerking met Beenie Man, vanwege zijn homofobe houding. Het volgende jaar begon Jackson te werken aan haar achtste album, en nam ze een uitnodiging aan om mee te doen aan de Super Bowlfestiviteiten van 2004.

### 2004–2005: Super Bowl enDamita Jo
Tijdens de rust van de 38ste Super Bowl op 1 februari 2004 trad Jackson samen met Justin Timberlake op voor een publiek van meer dan 100 miljoen mensen. Jackson opende met haar hits All For You en Rhythm Nation en nodigde voor het laatste nummer Timberlake uit. Tijdens dit laatste nummer zongen ze zijn lied Rock Your Body. Toen Justin de regel "gonna have you naked by the end of this song" zong, werd haar bovenstuk opengescheurd door Timberlake, waardoor haar rechterborst te zien was; de tepel werd gedeeltelijk bedekt door een piercing. Timberlake noemde het incident een 'wardrobe malfunction' (vrij vertaald: een mankement aan de kleding). Jackson bood haar excuses aan, noemde het een incident en zei dat het de bedoeling was dat Timberlake alleen de kap weg zou trekken en de rode kanten beha intact zou houden. Later zei ze in een interview dat ze wenste dat ze nooit haar excuses had aangeboden.
De gebeurtenis werd een groot schandaal. CBS, de NFL en MTV, die de show produceerden, deden in de storm van alle controverse afstand van alle verantwoordelijkheid. Jackson en Timberlake bevestigden deze ontkenningen, maar de FCC stelde desondanks toch een onderzoek in. Als resultaat hiervan nodigde CBS Jackson uit om tijdens de Grammy Awards van 2004 te verschijnen en nog een publiek excuus te maken. Zij weigerde, maar Justin Timberlake bood excuses aan en verscheen als artiest en presentator van de show.
De Super Bowl-controverse moest een maand later tot bedaren zijn gebracht, toen ze haar negende studioalbum, Damita Jo in maart 2004 uitbracht. Aan het album, dat over liefde gaat en een aantal expliciete teksten bevat, werd ruim een jaar gewerkt. Op Damita Jo laat Jackson verschillende karakters zien, waaronder Damita (de zelfverzekerde vrouw die niet op haar mondje is gevallen) en Strawberry (de seksuele kant van de zangeres). Damita Jo is tevens de middelste naam van de zangeres. Het album debuteerde hoog op nummer 2 en verkocht in de eerste week bijna 400 duizend exemplaren in de VS. De singles die van het album werden uitgebracht, zoals het op Prince geïnspireerde Just a Little While, de Motown/Supremes-ballade I Want You en All Nite (Don't Stop) deden het bescheiden in de hitlijsten. Huffington Post publiceerde in 2018 een artikel waaruit bleek dat de hoogste baas van CBS, Les Moonves er alles aan deed om Jacksons carrière te dwarsbomen. Hij gaf opdracht aan Viacom om alle videoclips en singles van Jackson uit de afspeellijsten te halen. Jackson verscheen ondertussen als Condoleezza Rice in een parodie op het incident in Saturday Night Live en het werd de best bekeken aflevering van de show in de 16 maanden sinds Al Gore te zien was. Ze was ook als zichzelf te zien in de komedie Will & Grace, waarin Jack auditie doet als haar achtergronddanser. Het was haar eerste acteerwerk in een tv-komedie sinds decennia. Damita Jo kreeg later nominaties voor de American Music Awards, Source Music Awards, BET Music Awards en Grammy Awards. Aan het eind van 2004 was 'Janet Jackson' de meest gezochte woordcombinatie van 2004. Jackson ging voor Damita Jo niet op tournee. Het tegenvallende succes van het album is volgens kenners en fans te wijten aan de radio- en televisieboycot die plaatsvond na de Super Bowl.
Jackson en Jermaine Dupri begonnen hun geheime relatie in 2001, en Dupri verliet het Grammy Awards-comité, nadat Jackson opnieuw had geweigerd om haar excuses aan te bieden voor wat gebeurd was tijdens de Super Bowl. Sinds 2004 waren er geruchten dat het koppel getrouwd zou zijn, maar zij hebben dit altijd ontkend. Dupri verscheen in Jacksons video voor I Want You, terwijl Jackson op haar beurt verscheen in Dupri's video voor zijn single Gotta Getcha.

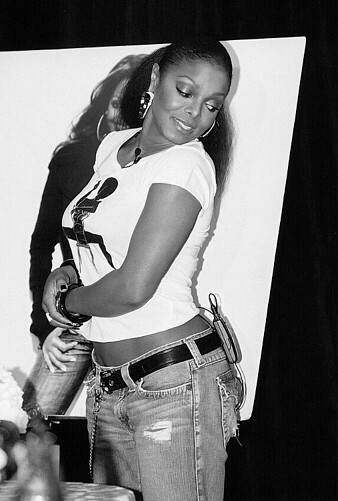
Janet Jackson in 2006

### 2006–2007:20 Y.O.enWhy Did I Get Married?
Ruim twee jaar na het verschijnen van haar laatste album bracht Jackson haar negende album, 20 Y.O., uit in september 2006. Het album debuteerde op de tweede plaats in de Billboard 200, en verkocht in de eerste week een kleine 300.000 exemplaren in de VS. De titel slaat terug op Control, dat 20 jaar eerder haar grote doorbraak was. Het album zou eerst 20 Years Old gaan heten maar na een suggestie van een fan tijdens een wedstrijd veranderde ze officieel de titel naar 20 Y.O.. De plaat richtte zich voornamelijk op de R&B- en dancescene en werd genomineerd voor een Grammy Award.
De eerste single, Call On Me, waarin Jackson een samenwerking aanging met Nelly, werd een zeer bescheiden hit in de Verenigde Staten en deed het voornamelijk in de r&b-hitlijsten goed. De tweede single van het album, So Excited, wist niet door te breken in de hitlijsten. De derde en laatste single van het album With U kreeg geen begeleidende videoclip wegens de tegenvallende albumverkoop en een gebrek aan aandacht van de radiostations. 20 Y.O. werd uiteindelijk platina maar verkocht toch minder dan zijn voorganger Damita Jo. Jacksons vriend en producer van het album, Jermaine Dupri, uitte zijn kritiek en was van mening dat Virgin Records het album te weinig promotie had gegeven. Voor hem was dit de reden om uit de R&B-divisie van het platenlabel te stappen. Met 20 Y.O. voldeed Jackson aan haar laatste verplichting voor Virgin Records. Maandenlang werd er gesproken over een tournee naar aanleiding van het album, maar wegens onduidelijkheid over haar keuze voor een nieuwe platenmaatschappij raakte het idee van de baan. Ze verscheen wel in veel talkshows, waaronder die van Oprah Winfrey, Ellen DeGeneres en Tyra Banks.
In 2006 werd bevestigd dat Jackson het 'meest gezocht in de geschiedenis van het internet' en het 'meest gezochte nieuwsbericht' was. Dit bezorgde haar een plaats in het Guinness Book of Records. In 2007 werd Jackson door het magazine Forbes aangewezen als de op zes na rijkste vrouw in de vermaakindustrie. Haar vermogen werd geschat op meer dan 150 miljoen dollar. Jackson was tevens te zien in Tyler Perry's film Why Did I Get Married?, haar eerste filmrol in zeven jaar. De film kwam uit in oktober 2007 en bracht in de eerste week 21,4 miljoen dollar op. Jackson won voor haar rol een NAACP Image Award. Jackson was eveneens begonnen met een (uiteindelijk in 2011 verschenen) boek over haar gewichtsproblemen, die van grote invloed op haar leven zijn geweest. In juli 2007 tekende ze een platencontract bij Island Records, waarna ze begon met de opnames voor de opvolger van 20. Y.O..

### 2008–2011:DisciplineenNumber Ones
Eind 2007 kwam Feedback uit, de eerste single van het nieuwe album. De bijbehorende video ging in de Verenigde Staten in januari 2008 in première. Reacties op zowel het nummer als de clip waren over het algemeen positief. Zowel MTV als een aantal radiostations begonnen Jacksons muziek weer te draaien. Dit resulteerde in een Amerikaanse top 20-hit voor Feedback. In februari kwam Discipline uit, het tiende studio-album van Jackson. Op het album is o.a. Synthpop, dance en R&B te horen. Het album staat bekend om diens futuristische sound. Het is het eerste album sinds haar muzikale doorbraak waar Jackson zelf niet aan meeschreef. Ook was haar vaste productieteam, bestaande uit Jimmy Jam & Terry Lewis voor het eerst sinds haar doorbraak niet betrokken bij de productie.
Er ontstond onenigheid tussen Jackson en haar nieuwe label over de opvolger van Feedback. Jackson wilde Luv als tweede single terwijl het label voor Rock With U ging. De single Rock With U haalde de Billboard Hot 100 niet. De samenwerking werd vervolgens verbroken en Discipline werd maar het enige album van Jackson bij Island Records.
Het album werd haar eerste nummer 1-album in de Verenigde Staten sinds haar in 2001 verschenen All for You-album. De verkoop van het album lag na een week op 187.000 stuks in de VS (ongeacht de nummer 1-positie is dit alsnog de laagste verkoop van een Janet-album in de eerste week dusver). De zangeres ging voor het eerst in ruim zes jaar weer op tournee, dit keer met de Rock Witchu Tour. Gezondheidsklachten en de economische crisis zorgden er echter voor dat de tournee minder dan twee maanden heeft bestaan. Uiteindelijk gaf Jackson maar 17 concerten in de Verenigde Staten, en werden plannen om de tournee internationaal te promoten geannuleerd.
In het najaar van 2009 kwam Jacksons tweede greatest hits-album uit: Number Ones, buiten de Verenigde Staten uitgegeven als The Best. Alle nummers op de tweedelige cd-set zijn nummer 1-hits geweest in de VS, waaronder de nieuwe bonustrack Make Me, die eind 2009 de nummer 1-positie veroverde in de Verenigde Staten. In het voorjaar van 2010 kwam Why Did I Get Married Too? uit, de opvolger van het succesvolle eerste deel uit 2007. Jackson vertolkte in het tweede deel wederom een van de hoofdrollen. Speciaal voor deze film nam ze het nummer Nothing op. Dit lied is terug te vinden op haar derde 'greatest hits'-cd Icon: Number Ones, dat in 2010 verscheen. Jackson trad op tijdens de finale van American Idol, waar ze haar hits Again, de soundtrack Nothing en Nasty ten gehore bracht. Eind 2010 speelde ze ook een van de hoofdrollen in de dramafilm For Colored Girls. De film bracht 38 miljoen dollar op.
In februari 2011 ging Jackson op wereldtournee met de Number Ones: Up Close and Personal World Tour, naar aanleiding van de eerder uitgebrachte 'best of'-cd. De tournee duurde tot december van dat jaar. De tournee kwam niet naar Nederland. Jackson wou een intieme setting creëren tijdens de tournee. Om dit te realiseren trad ze geregeld op in kleine zalen. Jackson gaf 81 concerten. Het was haar eerste grote wereldtournee sinds haar The Velvet Rope Tour. In de maand van de start van deze tournee kwam haar langverwachte boek met haar levensverhaal uit, True You, over hoe zij gedurende vele jaren problemen met haar gewicht en zelfbeeld had, en hoe ze die overwonnen heeft. In het boek staan ook recepten die Jackson zelf heeft gebruikt in haar strijd tegen de kilo's. In maart belandde het boek op de eerste plaats van 'The New York Times Best Seller List'.

### 2012–2016:Unbreakableen zwangerschap
Nadat Jackson een paar jaar geen nieuwe albums had uitgebracht, en in de tussentijd liefdadigheidswerk verrichtte en in 2012 getrouwd was, kondigde de zangeres in mei 2015 haar comeback aan. In de maanden daarvoor hadden fans van Jackson een vermissingsposter gemaakt met daarop informatie over de zangeres, in de hoop dat ze na jaren muzikale stilte weer muziek zou gaan maken. Via social media maakte ze een nieuw album bekend, een wereldtournee, en 'a new movement'. In de zomer werd bekendgemaakt dat het nieuwe album Unbreakable zou gaan heten. Ook kondigde men aan dat Jimmy Jam & Terry Lewis het nieuwe album zouden gaan produceren. Het nieuwe album zou uitgebracht worden op haar eigen label dat werd gelanceerd, Rhythm Nation Records. In juni kwam de eerste single uit, getiteld No Sleeep, met rap van J. Cole. Het werd de langsgenoteerde nummer 1-hit van Jackson in de Amerikaanse Adult R&B-lijst.
Eind augustus begon The Unbreakable World Tour, die startte in Canada, de Verenigde Staten en Japan. In oktober 2015 kwam de plaat uit. Het album – Jacksons elfde studio-album, en het eerste in ruim 7 jaar – kwam binnen op nummer 1 in de Amerikaanse albumlijst en kreeg louter positieve recensies. Doordat Jackson een nummer 1-album scoorde in de Verenigde Staten, is zij samen met Bruce Springsteen en Barbra Streisand de enige solo-artiest met nummer 1 studio-albums in vier opeenvolgende decennia. Veel recensenten bestempelden Unbreakable als haar beste werk sinds The Velvet Rope uit 1997. Op de plaat worden rustigere nummers afgewisseld met meer uptempo R&B-nummers. Het album was opgedragen aan haar fans. Op kerstavond maakte Jackson bekend dat ze haar overige Amerikaanse concerten voor het voorjaar van 2016 moest uitstellen wegens een operatie. De Amerikaanse shows werden verplaatst naar de zomer van dat jaar. In maart 2016 werden ook de 20 Europese concerten uitgesteld, waaronder het Nederlandse concert in de Ziggo Dome van 2 mei. Het zou haar eerste Nederlandse concert sinds 1998 worden. Wel trad ze op tijdens de prestigieuze paardenrace Dubai World Cup op 26 maart. Ondertussen had ze een videoclip voor de tweede single van het album opgenomen. De video van Dammn Baby kwam in mei 2016 uit en werd haar eerste dansvideo in zo'n zeven jaar. De single bleef wekenlang in de Top 10 van de Adult R&B Chart staan. In het Verenigd Koninkrijk was The Great Forever in februari nog uitgekomen op single.
Op 5 mei onthulde de zangeres dat het uitstellen van de tournee wel op doktersadvies maar niet vanwege ziekte was: ze moest rust houden vanwege een zwangerschap. In oktober 2016 verscheen er een officiële foto van de zwangere zangeres in het Amerikaanse tijdschrift People. Ze gaf daarbij aan de zwangerschap een zegen van God te vinden.

### 2017–2019:State of the World Tour&Metamorphosis
In januari 2017 beviel Jackson van haar eerste kind. In mei kondigde ze in een videoboodschap nieuwe tourdata aan. De naam The Unbreakable World Tour zou gewijzigd worden naar State of the World Tour en zou vanaf september van start gaan in de Verenigde Staten. In de video bevestigde ze ook de geruchten dat zij en haar man Wissam zouden gaan scheiden. De tournee kreeg louter positieve recensies. Ze had maar weinig gepromoot in de maanden voor de tournee maar desondanks verliepen de shows qua bezoekersaantallen goed. In de bijna twee uur durende show zong ze nummers die ze nog nooit eerder had opgevoerd, waaronder New Agenda, Twenty Foreplay en The Body That Loves You. Ook bracht ze een aantal nummers terug die ze lang geleden voor het laatst zong, waaronder State of the World (van Rhythm Nation) en What About (van The Velvet Rope) over huiselijk geweld. Tijdens een aantal shows barstte Jackson in tranen uit na de opvoering van dit nummer waarna ze naar zichzelf refereerde en zei: "This is me". Vlak na de aftrap van de tournee bezocht Jackson in Houston na de orkaan Harvey een opvangplek waar ze met de getroffen bewoners sprak. In november ontving de zangeres de Music Icon Award op het OUT100-gala. Tijdens de laatste show in Atlanta in december vertelde ze het publiek dat dit het einde van het Amerikaanse gedeelte van de tournee was.
In januari 2018 werd Jackson aangekondigd als hoofd-act op het Essence Music Festival in New Orleans in de zomer. In 2010 trad ze daar ook al eens op. In de weken die volgden werden er meer shows in de Verenigde Staten aangekondigd, waaronder nog een aantal festivals. Er werd bekendgemaakt dat Jackson de Billboard Icon Award 2018 in ontvangst ging nemen tijdens de Billboard Music Awards in mei. Ze kwam daarmee in een bijzonder rijtje van artiesten als Stevie Wonder, Prince en Cher die de prijs eerder wonnen. De prijs werd uitgereikt door Bruno Mars die haar bij de introductie de hemel in prees. Daarnaast zong ze een medley van Nasty, If en Throb. Het was haar eerste televisie-optreden in acht jaar. Billboard zelf benoemde Jacksons optreden als de beste van de avond. Een maand later werd bekend dat ze de eerste Impact Award tijdens de Radio Disney Music Awards in ontvangst zou nemen. In juni werd de prijs uitgereikt en de dag daarop werd het op televisie uitgezonden. In diezelfde periode stond ze op de omslag van zowel Billboard als Essence.
In augustus kwam de single Made for Now uit, begeleid met een zomerse videoclip. Made for Now is een uptemponummer met Caribische en Afrikaanse invloeden. Veruit de meeste recensies waren zeer positief over de samenwerking tussen de zangeres en reggaeton-artiest Daddy Yankee. Jackson trad samen met Daddy Yankee op in de late night-show van Jimmy Fallon. In een interview met BBC Radio gaf Jackson aan dat er nieuwe muziek uit zou komen, maar dat de zangeres nog niet wist of dit een album, ep of losse nummers zouden worden. In een ander radio-interview gaf zij aan dat haar State of the World Tour een wereldtournee was en ze van plan was de tournee internationaal te gaan promoten. In oktober stond Made for Now op nummer 1 in de Billboard Dance Club Songs-chart en twee maanden later bereikte de single ook de nummer 1-positie in Mexico. In november ontving ze de Global Icon Award tijdens de MTV Europe Music Awards in Bilbao. Daar zong ze ook een medley van een paar hits. In december ontving Jackson de Janet Jackson Inspirational Award bij de Mnet Asian Music Awards in Hong Kong.
In het voorjaar van 2019 werd bekendgemaakt dat Jackson een eigen concertreeks kreeg in Las Vegas. De shows vonden in de zomer plaats onder de noemer Metamorphosis. Volgens Billboard brachten de 18 shows in Vegas zo'n 13 miljoen dollar op, en hiermee werd het een van de succesvolste residencies van het decennium. In april werd Jackson – na een aantal jaar genomineerd te zijn geweest – opgenomen in de Rock & Roll Hall Of Fame. In juni maakte Jackson haar opwachting op het prestigieuze Glastonbury Festival in het Verenigd Koninkrijk. Een dag later was ze te zien op het Montreux Jazz Festival in Zwitserland. Hiermee waren het de eerste Europese optredens van Jackson in acht jaar. Na haar optreden in Zwitserland ontving Jackson de European Appreciation Award uit handen van fans. Ook trad ze in 2019 op op festivals in Saudi-Arabië, Australië en Nieuw-Zeeland. Het werd Jacksons eerste optreden in Nieuw-Zeeland in meer dan 20 jaar. In de zomer werden de albums Control, Janet Jackson's Rhythm Nation 1814, janet, The Velvet Rope en All for You voor het eerst sinds de officiële release-data opnieuw uitgebracht op vinyl. Ter viering van het 30-jarig jubileum van het Rhythm Nation 1814-album gaf Jackson een aantal speciale shows in de steden San Francisco, Minnesota en Honolulu op Hawaï.

### 2020–heden: Documentaire en Together Again Tour
In februari kondigde Jackson haar langverwachte twaalfde studioalbum aan. De titel Black Diamond baseerde de zangeres op zichzelf. Ze schreef dat de zwarte diamant onverwoestbaar is. Ook kondigde ze de bijbehorende wereldtournee Black Diamond aan. De tournee zou in juni starten in de Verenigde Staten, maar werd in verband met COVID-19 tijdelijk afgelast. Ook het album werd in de ijskast gezet. Ter promotie van de aankondiging van het nieuwe project verscheen Jackson in 'The Tonight Show Starring Jimmy Fallon' en in 'On Air With Ryan Seacrest'. Verder bracht ze een verrassingsbezoek aan het ochtendpraatprogramma 'The View', waarin ze het hele publiek verraste met kaarten voor de tournee. Begin 2021 werd bekendgemaakt dat Jackson meer dan duizend persoonlijke items zou gaan veilen. De veiling vond plaats rond Jackson's verjaardag, en er werd meer dan vier miljoen dollar mee verdiend. Een deel van de opbrengsten ging naar het goede doel. De outfits uit de videoclips van Scream en Rhythm Nation haalden de hoogste bedragen op (respectievelijk 125.000 dollar en 81.000 dollar). 
Eind 2021 ging er een documentaire in première waarin ingegaan wordt op het 'nipple-gate' schandaal, en dan met name wat het incident met Jackson's carrière deed. De documentaire heet Malfunction: The Dressing Down Of Janet Jackson, en is gemaakt i.s.m. de New York Times.
In januari 2022 ging er vier-delige documentaire over Jackson in première, getiteld 'JANET JACKSON.' Aan de documentaire heeft de zangeres zelf meegewerkt. Aan de documentaire is zo'n vijf jaar gewerkt. In Nederland was de documentaire te zien op RTLZ en Videoland. In de zomer trad Jackson op bij enkele festivals. In een interview gaf ze aan dat plannen voor haar album Black Diamond -al aangekondigd in 2020- tijdelijk in de ijskast staan, maar dat er zeker nieuwe muziek aankomt. In december kondigde Jackson de Together Again Tour aan, die vanaf het voorjaar van 2023 langs tientallen Amerikaanse steden kwam. Ook werd er door Jackson -wederom- nieuwe muziek aangekondigd, en speelde ze hier en daar kleine stukjes van een nieuw nummer. Na de tour in Amerika, bracht Jackson de tour in 2024 internationaal. In oktober van dat jaar kwam Jackson voor het eerst sinds 1998 weer naar Nederland voor een concert. Vanaf december 2024 gaf Jackson weer een reeks concerten in Las Vegas.

## Discografie

### Albums
| Album met eventuele hitnotering(en) in de Nederlandse Album Top 100 | Datum van verschijnen | Datum van binnenkomst | Hoogste positie | Aantal weken | Opmerkingen          |
| ------------------------------------------------------------------- | --------------------- | --------------------- | --------------- | ------------ | -------------------- |
| Janet Jackson                                                       | 1982                  | -                     |                 |              |                      |
| Dream Street                                                        | 1984                  | -                     |                 |              |                      |
| Control                                                             | 13-05-1986            | 31-05-1986            | 5               | 63           | Platina              |
| Janet Jackson's Rhythm Nation 1814                                  | 15-09-1989            | 30-09-1989            | 19              | 39           | Goud                 |
| janet.                                                              | 17-05-1993            | 29-05-1993            | 4               | 44           | Goud                 |
| janet. Remixed                                                      | 13-03-1995            | 25-03-1995            | 30              | 10           |                      |
| Design of a Decade 1986/1996                                        | 02-10-1995            | 14-10-1995            | 11              | 24           | Verzamelalbum / Goud |
| The Velvet Rope                                                     | 06-10-1997            | 18-10-1997            | 3               | 48           | Platina              |
| All for You                                                         | 23-04-2001            | 05-05-2001            | 4               | 12           |                      |
| Damita Jo                                                           | 29-03-2004            | 03-04-2004            | 23              | 7            |                      |
| 20 Y.O.                                                             | 22-09-2006            | 30-09-2006            | 34              | 4            |                      |
| Discipline                                                          | 22-02-2008            | 01-03-2008            | 28              | 5            |                      |
| Unbreakable                                                         | 02-10-2015            | 10-10-2015            | 12              | 4            | [ 2 ]                |

| Album met hitnotering(en) in de Vlaamse Ultratop 200 albums | Datum van verschijnen | Datum van binnenkomst | Hoogste positie | Aantal weken | Opmerkingen   |
| ----------------------------------------------------------- | --------------------- | --------------------- | --------------- | ------------ | ------------- |
| janet.remixed                                               | 13-03-1995            | 08-04-1995            | 32              | 3            |               |
| Design of a decade 1986/1996                                | 02-10-1995            | 21-10-1995            | 7               | 11           | Verzamelalbum |
| The velvet rope                                             | 06-10-1997            | 18-10-1997            | 11              | 36           |               |
| All for you                                                 | 23-04-2001            | 05-05-2001            | 3               | 12           |               |
| Damita Jo                                                   | 29-03-2004            | 03-04-2004            | 33              | 21           |               |
| 20 Y.O.                                                     | 22-09-2006            | 07-10-2006            | 58              | 5            |               |
| Discipline                                                  | 22-02-2008            | 01-03-2008            | 46(2wk)         | 5            |               |
| The best                                                    | 20-11-2009            | 05-12-2009            | 70              | 6            | Verzamelalbum |
| Unbreakable                                                 | 02-10-2015            | 10-10-2015            | 20              | 8            |               |

### Singles
| Single met eventuele hitnotering(en) in de Nederlandse Top 40 | Datum van verschijnen | Datum van binnenkomst | Hoogste positie | Aantal weken | Opmerkingen                                          |
| ------------------------------------------------------------- | --------------------- | --------------------- | --------------- | ------------ | ---------------------------------------------------- |
| What Have You Done for Me Lately                              | 1986                  | 24-05-1986            | 1(3wk)          | 11           |                                                      |
| Nasty                                                         | 1986                  | 19-07-1986            | 5               | 10           |                                                      |
| When I Think of You                                           | 1986                  | 20-09-1986            | 3               | 9            | Alarmschijf                                          |
| Control                                                       | 1986                  | 15-11-1986            | 12              | 8            |                                                      |
| Let's Wait Awhile                                             | 1987                  | 28-03-1987            | 16              | 8            |                                                      |
| Diamonds                                                      | 1987                  | 06-06-1987            | 4               | 11           | met Herb Alpert / Alarmschijf                        |
| The Pleasure Principle                                        | 1987                  | 18-07-1987            | 15              | 6            |                                                      |
| Miss You Much                                                 | 1989                  | 09-09-1989            | 15              | 8            |                                                      |
| Rhythm Nation                                                 | 1989                  | 02-12-1989            | 11              | 6            | Alarmschijf                                          |
| Escapade                                                      | 1990                  | 03-03-1990            | 13              | 6            |                                                      |
| Alright                                                       | 1990                  | 28-04-1990            | tip3            | -            |                                                      |
| Come Back to Me                                               | 1990                  | 06-06-1990            | 21              | 6            |                                                      |
| Black Cat                                                     | 1990                  | 06-10-1990            | 21              | 6            |                                                      |
| Love Will Never Do (Without You)                              | 1991                  | 19-01-1991            | 33              | 3            |                                                      |
| The Best Things in Life Are Free                              | 1992                  | 25-07-1992            | 24              | 4            | met Luther Vandross, Bell Biv Devoe & Ralph Tresvant |
| That's the Way Love Goes                                      | 1993                  | 01-05-1993            | 5               | 15           |                                                      |
| If                                                            | 1993                  | 31-07-1993            | 10              | 7            |                                                      |
| Again                                                         | 1993                  | 13-11-1993            | 20              | 8            | Alarmschijf                                          |
| Because of Love                                               | 1994                  | 12-03-1994            | tip2            | -            |                                                      |
| Throb                                                         | 1994                  | 25-06-1994            | tip20           | -            |                                                      |
| You Want This                                                 | 1994                  | 17-12-1994            | tip2            | -            |                                                      |
| Whoops Now/What'll I Do                                       | 1995                  | 18-03-1995            | tip4            | -            |                                                      |
| Scream                                                        | 1995                  | 10-06-1995            | 3               | 7            | met Michael Jackson / Alarmschijf                    |
| Runaway                                                       | 1995                  | 07-10-1995            | 32              | 4            |                                                      |
| Twenty Foreplay                                               | 1996                  | 27-01-1996            | tip12           | -            |                                                      |
| Got 'til It's Gone                                            | 1997                  | 04-10-1997            | 6               | 8            | met Q-Tip en Joni Mitchell / Alarmschijf             |
| Together Again                                                | 1997                  | 27-12-1997            | 1(3wk)          | 21           | Goud                                                 |
| I Get Lonely                                                  | 1998                  | 11-04-1998            | 18              | 7            | met Blackstreet / Alarmschijf                        |
| Go Deep                                                       | 1998                  | 27-06-1998            | 38              | 2            |                                                      |
| Every Time                                                    | 1998                  | 12-12-1998            | 29              | 4            |                                                      |
| Girlfriend/Boyfriend                                          | 1999                  | 17-04-1999            | 33              | 3            | met Blackstreet, Eve & Ja Rule                       |
| What's It Gonna Be?!                                          | 1999                  | 17-04-1999            | 24              | 5            | met Busta Rhymes                                     |
| Doesn't Really Matter                                         | 2000                  | 05-08-2000            | 11              | 10           | Alarmschijf                                          |
| All for You                                                   | 2001                  | 31-03-2001            | 5               | 11           | Alarmschijf                                          |
| Someone to Call My Lover                                      | 2001                  | 07-07-2001            | 28              | 3            |                                                      |
| Son of a Gun (I Betcha Think This Song Is About You)          | 2001                  | 15-12-2001            | 34              | 3            | met Carly Simon en Missy "Misdemeanor" Elliott       |
| Feel It Boy                                                   | 2002                  | 10-08-2002            | tip2            | -            | met Beenie Man                                       |
| Just a Little While                                           | 2004                  | 20-03-2004            | tip3            | -            |                                                      |
| Call on Me                                                    | 2006                  | 19-08-2006            | tip13           | -            | met Nelly                                            |
| Feedback                                                      | 2008                  | 12-01-2008            | tip14           | -            |                                                      |
| Made for Now                                                  | 2018                  | 25-08-2018            | tip15           | -            | met Daddy Yankee                                     |

| Single met hitnotering(en) in de Vlaamse Ultratop 50 | Datum van verschijnen | Datum van binnenkomst | Hoogste positie | Aantal weken | Opmerkingen                                              |
| ---------------------------------------------------- | --------------------- | --------------------- | --------------- | ------------ | -------------------------------------------------------- |
| What have you done for me lately ?                   | 10-03-1986            | 12-04-1986            | 7(2wk)          | 18           | Nr. 7 in de Radio 2 Top 30                               |
| Nasty                                                | 19-05-1986            | 26-07-1986            | 4(3wk)          | 9            | Nr. 4 in de Radio 2 Top 30                               |
| When I think of you                                  | 28-07-1986            | 20-09-1986            | 8               | 11           | Nr. 7 in de Radio 2 Top 30                               |
| Control                                              | 21-10-1986            | 15-11-1986            | 20              | 7            | Nr. 20 in de Radio 2 Top 30                              |
| Let's wait awhile                                    | 06-01-1987            | 14-03-1987            | 15              | 7            | Nr. 18 in de Radio 2 Top 30                              |
| The pleasure principle                               | 12-05-1987            | 20-06-1987            | 17              | 3            | Nr. 15 in de Radio 2 Top 30                              |
| Miss you much                                        | 22-08-1989            | 23-09-1989            | 21              | 7            | Nr. 13 in de Radio 2 Top 30                              |
| Rhythm nation                                        | 02-12-1989            | 02-12-1989            | 24              | 8            | Nr. 15 in de Radio 2 Top 30                              |
| Escapade                                             | 03-03-1990            | 17-03-1990            | 11              | 7            | Nr. 10 in de Radio 2 Top 30                              |
| Alright                                              | 31-03-1990            | 26-05-1990            | 27              | 3            | Nr. 19 in de Radio 2 Top 30                              |
| Black cat                                            | 28-08-1990            | 13-10-1990            | 33              | 6            | Nr. 19 in de Radio 2 Top 30                              |
| Love will never do (without you)                     | 02-10-1990            | 12-01-1991            | 46              | 3            |                                                          |
| That's the way love goes                             | 02-05-1993            | 22-05-1993            | 12              | 13           | Nr. 10 in de Radio 2 Top 30                              |
| If                                                   | 19-07-1993            | 31-07-1993            | 27              | 9            | Nr. 24 in de Radio 2 Top 30                              |
| Again                                                | 08-11-1993            | 11-12-1993            | 31              | 4            | Nr. 25 in de Radio 2 Top 30                              |
| Whoops now                                           | 06-03-1995            | 13-05-1995            | 35              | 4            |                                                          |
| Scream                                               | 31-05-1995            | 17-06-1995            | 5               | 11           | met Michael Jackson / Nr. 5 in de Radio 2 Top 30         |
| Runaway                                              | 10-09-1995            | 30-09-1995            | 41              | 1            |                                                          |
| Got 'til it's gone                                   | 15-09-1997            | 11-10-1997            | 23(3wk)         | 11           | met Q-Tip en Joni Mitchell / Nr. 23 in de Radio 2 Top 30 |
| Together again                                       | 01-12-1997            | 20-12-1997            | 2(2wk)          | 21           | Nr. 2 in de Radio 2 Top 30                               |
| I get lonely                                         | 26-02-1998            | 04-04-1998            | tip3            | -            |                                                          |
| Go deep                                              | 13-07-1998            | 13-06-1998            | tip15           | -            |                                                          |
| Every time                                           | 17-11-1998            | 28-11-1998            | tip2            | -            |                                                          |
| What's it gonna be ?!                                | 29-03-1999            | 24-04-1999            | tip2            | -            | met Busta Rhymes                                         |
| Doesn't really matter                                | 04-08-2000            | 26-08-2000            | 28              | 8            | Nr. 28 in de Radio 2 Top 30                              |
| All for you                                          | 26-03-2001            | 07-04-2001            | 8(2wk)          | 12           | Nr. 5 in de Radio 2 Top 30                               |
| Someone to call my lover                             | 25-06-2001            | 14-07-2001            | 32              | 3            | Nr. 17 in de Radio 2 Top 30                              |
| Son of a gun (I betcha think this song is about you) | 11-12-2001            | 15-12-2001            | 20              | 10           | Nr. 25 in de Radio 2 Top 30                              |
| Feel it boy                                          | 15-07-2002            | 28-09-2002            | 44(2wk)         | 4            | met Beenie Man                                           |
| Just a little while                                  | 15-03-2004            | 03-04-2004            | 44              | 3            |                                                          |
| All nite (don't stop)                                | 07-06-2004            | 19-06-2004            | 21              | 14           | Nr. 18 in de Radio 2 Top 30                              |
| Call on me                                           | 01-09-2006            | 16-09-2006            | tip2            | -            | & Nelly                                                  |
| So excited                                           | 28-08-2006            | 18-11-2006            | tip5            | -            | met Khia                                                 |
| Feedback                                             | 26-12-2007            | 01-03-2008            | 19              | 11           |                                                          |
| Burnitup !                                           | 05-10-2015            | 24-10-2015            | tip68           | -            | met Missy Elliott                                        |
| Made for now                                         | 17-08-2018            | 25-08-2018            | tip             | -            | X Daddy Yankee                                           |

### Dvd's
| Dvd's met hitnoteringen in de Nederlandse Music Top 30 | Datum van verschijnen | Datum van binnenkomst | Hoogste positie | Aantal weken | Opmerkingen |
| ------------------------------------------------------ | --------------------- | --------------------- | --------------- | ------------ | ----------- |
| Live in Hawaii                                         | 2002                  | 06-07-2002            | 2               | 7            |             |

Er zijn door de jaren heen verschillende videobanden en dvd's van Janet Jackson uitgebracht. Voor haar eerste grote albums verschenen videobanden met daarop de videoclips van de desbetreffende cd's (Control: The Videos, Rhythm Nation 1814, The Rhythm Nation Compilation en janet). In 1995 verscheen de VHS Design of a Decade 1986-1996. Dit was de eerste compilatie-videoband die ook op dvd zou verschijnen. Hierop waren vrijwel alle videoclips van Jackson te zien, behalve een aantal van het album Janet.
In 1999 kwam The Velvet Rope World Tour uit op video en dvd. Dit was de eerste tournee van Jackson die te koop was. Drie jaar later kwam de dvd van de All for You World Tour op dvd uit. Deze dvd werd uitgebracht onder de noemer Janet: Live in Hawaii. Hij bereikte de Nederlandse hitlijst.
Bij de speciale editie van het album All for You (2001, alleen in de Verenigde Staten verkrijgbaar) zat ook een dvd met veel videoclips vanaf 1993 en een collectie aan interviews en zeldzaam materiaal van onder andere tourneerepetities. In 2004 kwam de laatste muziek-dvd van Jackson uit. Op From Janet to Damita Jo: The Videos zijn vrijwel alle videoclips te zien die ze opnam vanaf 1993 t/m 2004.
Jacksons eerste twee tournees (de Rhythm Nation World Tour en janet World Tour) werden eveneens opgenomen voor een toekomstige release. Deze dvd's zijn echter nog niet uitgebracht. Een show die de zangeres in 2011 gaf voor haar Number Ones: Up Close and Personal World Tour in de Londense Royal Albert Hall werd ook opgenomen om in eerste instantie op VEVO uitgebracht te worden en later op dvd. Dit is tot op heden ook nog niet gebeurd.
Dvd's en videobanden
- 1987: Control: The Videos (alleen VHS)
- 1989: Rhythm Nation 1814 (alleen VHS)
- 1990: The Rhythm Nation Compilation
- 1994: janet. (alleen VHS)
- 1995: Design of a Decade 1986/1996
- 1999: The Velvet Rope World Tour: Live in Concert
- 2002: Janet: Live in Hawaii
- 2004: From Janet to Damita Jo: The Videos

### NPO Radio 2 Top 2000
Van Janet Jackson stond alleen What Have You Done for Me Lately in 2000 in de NPO Radio 2 Top 2000, op plek 1643.

### Videografie
| Jaar | Titel                                                | Album                                                  | Regisseur(s)                     |
| ---- | ---------------------------------------------------- | ------------------------------------------------------ | -------------------------------- |
| 1984 | Dream Street                                         | Dream Street                                           | Debbie Allen                     |
| 1986 | What Have You Done for Me Lately                     | Control                                                | Brian Jones en Piers Ashworth    |
| 1986 | Nasty                                                | Control                                                | Mary Lambert                     |
| 1986 | When I Think of You                                  | Control                                                | Julien Temple                    |
| 1986 | Control                                              | Control                                                | Mary Lambert                     |
| 1987 | Let's Wait Awhile                                    | Control                                                | Dominic Sena                     |
| 1987 | The Pleasure Principle                               | Control                                                | Dominic Sena                     |
| 1989 | Miss You Much                                        | Janet Jackson's Rhythm Nation 1814                     | Dominic Sena                     |
| 1989 | Rhythm Nation                                        | Janet Jackson's Rhythm Nation 1814                     | Dominic Sena                     |
| 1990 | Come Back to Me                                      | Janet Jackson's Rhythm Nation 1814                     | Dominic Sena                     |
| 1990 | Escapade                                             | Janet Jackson's Rhythm Nation 1814                     | Peter Smillie                    |
| 1990 | Alright                                              | Janet Jackson's Rhythm Nation 1814                     | Julien Temple                    |
| 1990 | Black cat                                            | Janet Jackson's Rhythm Nation 1814                     | Wayne Isham                      |
| 1990 | Love Will Never Do (Without You)                     | Janet Jackson's Rhythm Nation 1814                     | Herb Ritts                       |
| 1993 | That's the Way Love Goes                             | Janet                                                  | René Elizondo, Jr.               |
| 1993 | If                                                   | Janet                                                  | Dominic Sena                     |
| 1993 | Again                                                | Janet                                                  | René Elizondo, Jr.               |
| 1994 | Because of Love                                      | Janet                                                  | Beth McCarthy-Miller             |
| 1994 | Any Time, Any Place                                  | Janet                                                  | Keir McFarlane                   |
| 1994 | You Want This                                        | Janet                                                  | Keir McFarlane                   |
| 1995 | Whoops Now                                           | Janet                                                  | Yuri Elizondo                    |
| 1995 | Whoops Now                                           | Janet                                                  | Yuri Elizondo                    |
| 1995 | Scream (met Michael Jackson)                         | HIStory: Past, Present and Future, Book I              | Mark Romanek                     |
| 1995 | Runaway                                              | Design of a Decade 1986/1996                           | Marcus Nispel                    |
| 1996 | Twenty Foreplay                                      | Design of a Decade 1986/1996                           | Keir McFarlane                   |
| 1997 | Got 'til It's Gone (met Joni Mitchell en Q-Tip)      | The Velvet Rope                                        | Mark Romanek                     |
| 1997 | Together Again                                       | The Velvet Rope                                        | Seb Janiak                       |
| 1997 | Together Again (Deeper Remix)                        | The Velvet Rope                                        | René Elizondo, Jr.               |
| 1998 | I Get Lonely                                         | The Velvet Rope                                        | David Mallet                     |
| 1998 | Go Deep                                              | The Velvet Rope                                        | Jonathan Dayton en Valerie Faris |
| 1998 | You                                                  | The Velvet Rope                                        | David Mallet                     |
| 1998 | Every Time                                           | The Velvet Rope                                        | Matthew Rolston, Howard Schatz   |
| 1999 | Girlfriend/Boyfriend                                 | Finally                                                | Joseph Kahn                      |
| 1999 | What's It Gonna Be?!                                 | E.L.E. (Extinction Level Event): The Final World Front | Hype Williams                    |
| 2000 | Doesn't Really Matter                                | The Nutty Professor II: The Klumps / All for you       | Joseph Kahn                      |
| 2001 | All for you                                          | All for you                                            | Dave Meyers                      |
| 2001 | Someone to Call My Lover                             | All for you                                            | Francis Lawrence                 |
| 2001 | Son of a Gun (I Betcha Think This Song Is About You) | All for you                                            | Francis Lawrence                 |
| 2002 | Feel It Boy (met Beenie Man)                         | Tropical Storm                                         | Dave Meyers                      |
| 2004 | Janet Megamix 04                                     | Damita Jo                                              | Diversen                         |
| 2004 | Just a Little While                                  | Damita Jo                                              | Dave Meyers                      |
| 2004 | I Want You                                           | Damita Jo                                              | Dave Meyers                      |
| 2004 | All Nite (Don't Stop)                                | Damita Jo                                              | Francis Lawrence                 |
| 2006 | Call on Me (met Nelly)                               | 20 Y.O.                                                | Hype Williams                    |
| 2006 | So Excited (met Khia)                                | 20 Y.O.                                                | Joseph Kahn                      |
| 2008 | Feedback                                             | Discipline                                             | Saam Farahmand                   |
| 2008 | Rock with U                                          | Discipline                                             | Saam Farahmand                   |
| 2009 | Make Me                                              | Number Ones                                            | Robert Hales                     |
| 2010 | Nothing                                              | Icon: Number Ones                                      | Tim Palen                        |
| 2015 | No Sleeep (met J. Cole)                              | Unbreakable                                            | Dave Meyers                      |
| 2016 | Dammn Baby                                           | Unbreakable                                            | Dave Meyers                      |

## Tournees
- Rhythm Nation World Tour (1990)
- Janet World Tour (1993–1995)
- The Velvet Rope World Tour (1998–1999)
- All for You World Tour (2001–2002)
- Rock Witchu Tour (2008)
- Number Ones: Up Close and Personal World Tour (2011)
- The Unbreakable World Tour (2015–2016)
- State of the World Tour (2017–2019)
- Metamorphosis (residency) (2019)
- Black Diamond World Tour (2020, geannuleerd)
- Together Again Tour (2023-2024)
- Janet Jackson: Las Vegas (residency) (2024–2025)